# Igreja de Nossa Senhora dos Placeres
A Igreja de Nossa Senhora dos Placeres (Igrexa da Nosa Señora dos Praceres) é um edifício religioso católico localizado no município de Pontevedra, na Galiza (Espanha). A igreja foi construída em estilo neogótico no final do século XIX.
O templo está localizado na paróquia de Lourizán e foi erguido acima de uma capela anterior, no final da barra do porto.

## História
A Virgem de Nossa Senhora dos Placeres e venerada neste local desde a Idade Média porque era perigoso para os marinheiros. Os navios eram avisados por uma lanterna que servia também para indicar as águas jurisdicionais de Pontevedra. Nossa Senhora dos Placeres ajudava a ultrapassar as dificuldades encontradas na travessia da barra do porto. Por outro lado, as tropas do corsário Francis Drake não conseguiram atravessar esta barra de areia localizada em Lourizán, um facto que os habitantes de Pontevedra interpretaram como uma defesa da cidade por esta Virgem.
Nos anos 80 do século XIX, o padre de Lourizán, Marcial Sineiro, perante a deterioração da antiga igreja paroquial, dirigiu-se à Câmara Municipal de Pontevedra e ao Arcebispo de Santiago de Compostela para pedir ajuda para a construção de uma nova igreja, pedido que foi rejeitado por falta de meios económicos. Este padre, apoiado pelos vizinhos, dirigiu-se assim a Eugenio Montero Ríos, deputado do Parlamento espanhol, para intervir junto do Ministério da Graça e da Justiça para conseguir que o Estado aprovasse a construção da nova igreja. Montero Ríos interveio perante o Ministério e também doou parte das terras que possuía perto do banco de areia. O projecto foi confiado ao arquitecto Domingo Sesmero e as obras foram adjudicadas por um montante de mais de 72.000 pesetas.
A pedra fundamental da igreja foi colocada a 10 de Maio de 1887 e a obra foi concluída a 19 de Novembro de 1888. Reconhecendo que o trabalho se deveu à sua iniciativa e protecção, os restos mortais de Eugenio Montero Ríos, benfeitor da igreja, e da sua esposa, Avelina Villegas Budiños, jazem num panteão dentro da igreja, na capela esquerda junto ao altar de Nossa Senhora dos Prazeres (anteriormente conhecida como a Virgem dos Quitapesares).

## Descrição
A igreja é de estilo neogótico inspirada no gótico tardio, é construída em pedra granítica e tem uma torre central de 33 metros de altura.
O seu plano tem a forma de uma cruz latina. Tem uma única grande nave com duas capelas laterais junto à cabeceira semidecagonal. A nave coberta por abóbadas de aresta, é composta por três secções rectangulares separadas por arcos duplos semicirculares. A sua decoração interior é gótica e consiste em três placas de mármore branco com inscrições dedicadas ao reinado de Alfonso XIII durante a construção do templo, ao Presidente do Conselho de Ministros, Práxedes Mateo Sagasta e ao ilustre galego Eugenio Montero Ríos.
A fachada principal tem contrafortes altos e termina com um coruchéu gótico. A porta de entrada é emoldurada por duas arquivoltas quebradas. Acima e nos lados da porta existem janelas estreitas e muito alongadas, terminadas por arcos qubrados. Acima da janela central, há uma rosácea com uma flor de quatro pétalas.
A planta do templo e a sua fachada principal estão orientadas para leste, na direçao oposta ao que seria normal (virada para oeste, frente ao mar e à ria de Pontevedra).

## Galeria

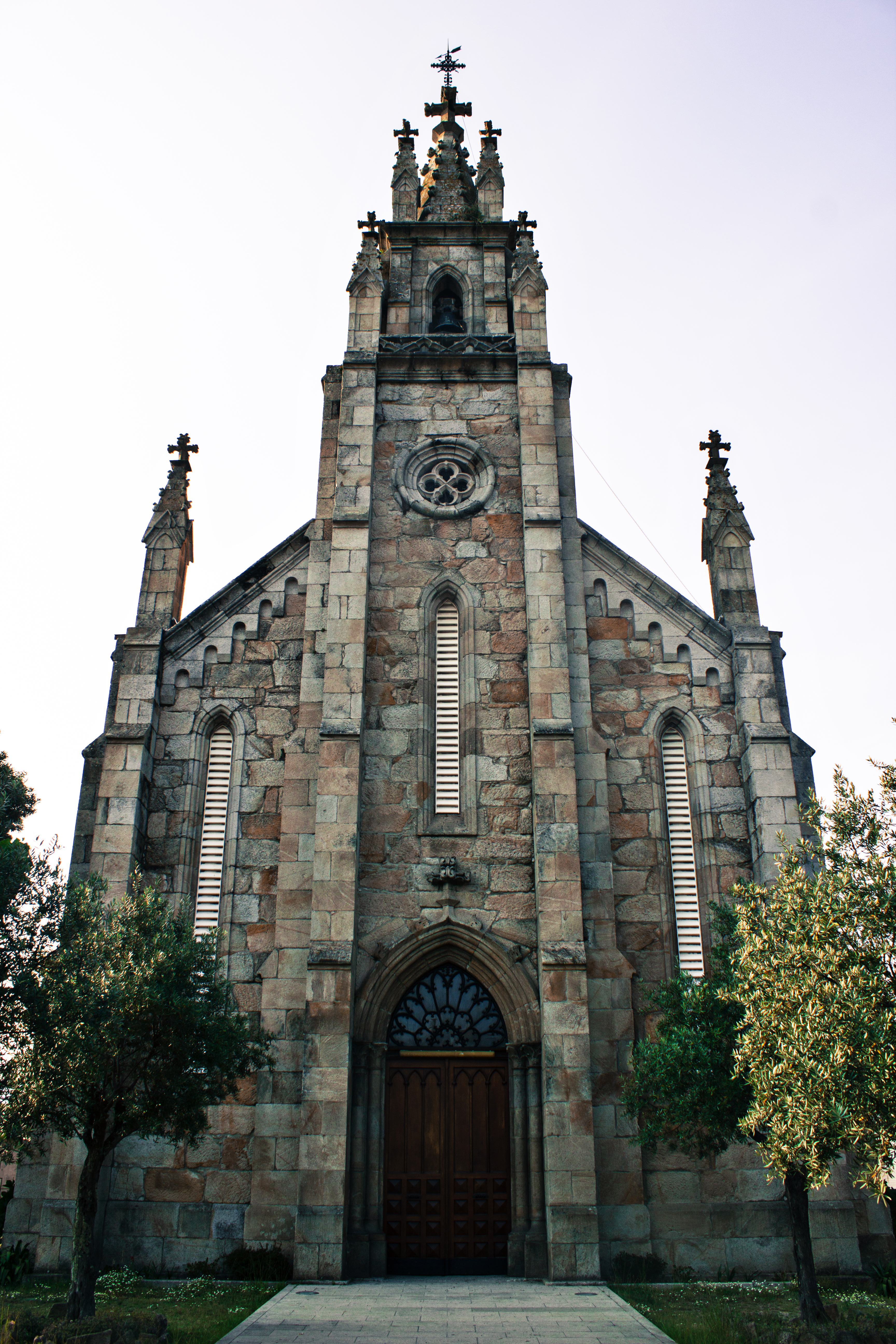
Fachada
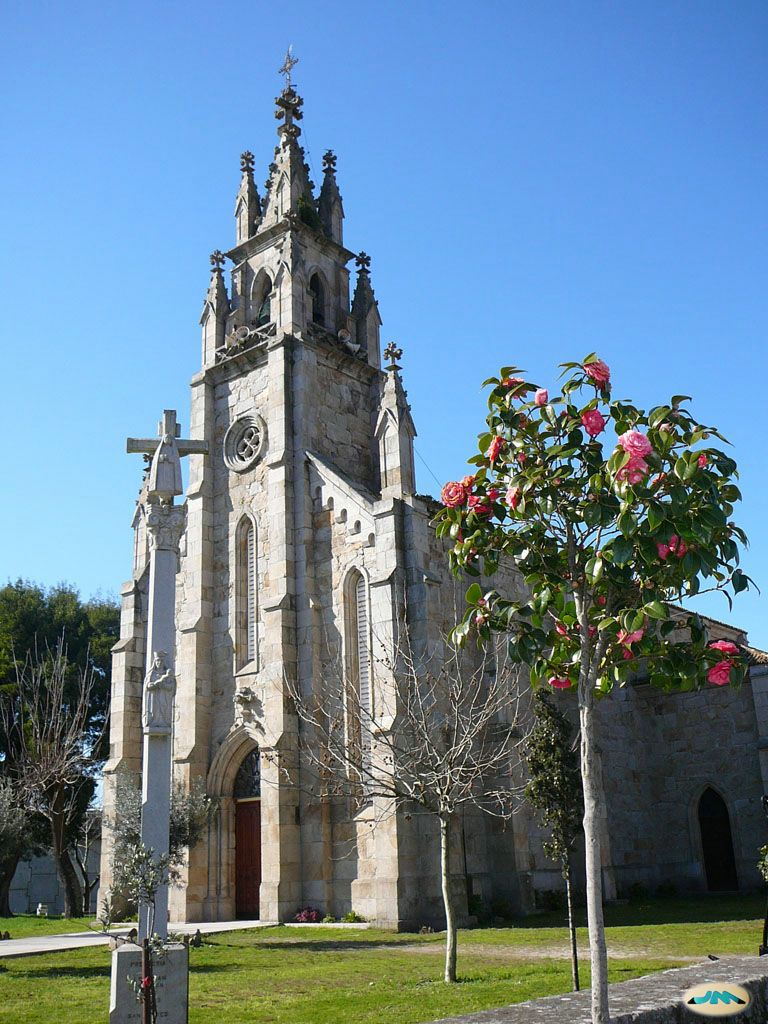
Fachada e parede lateral da igreja
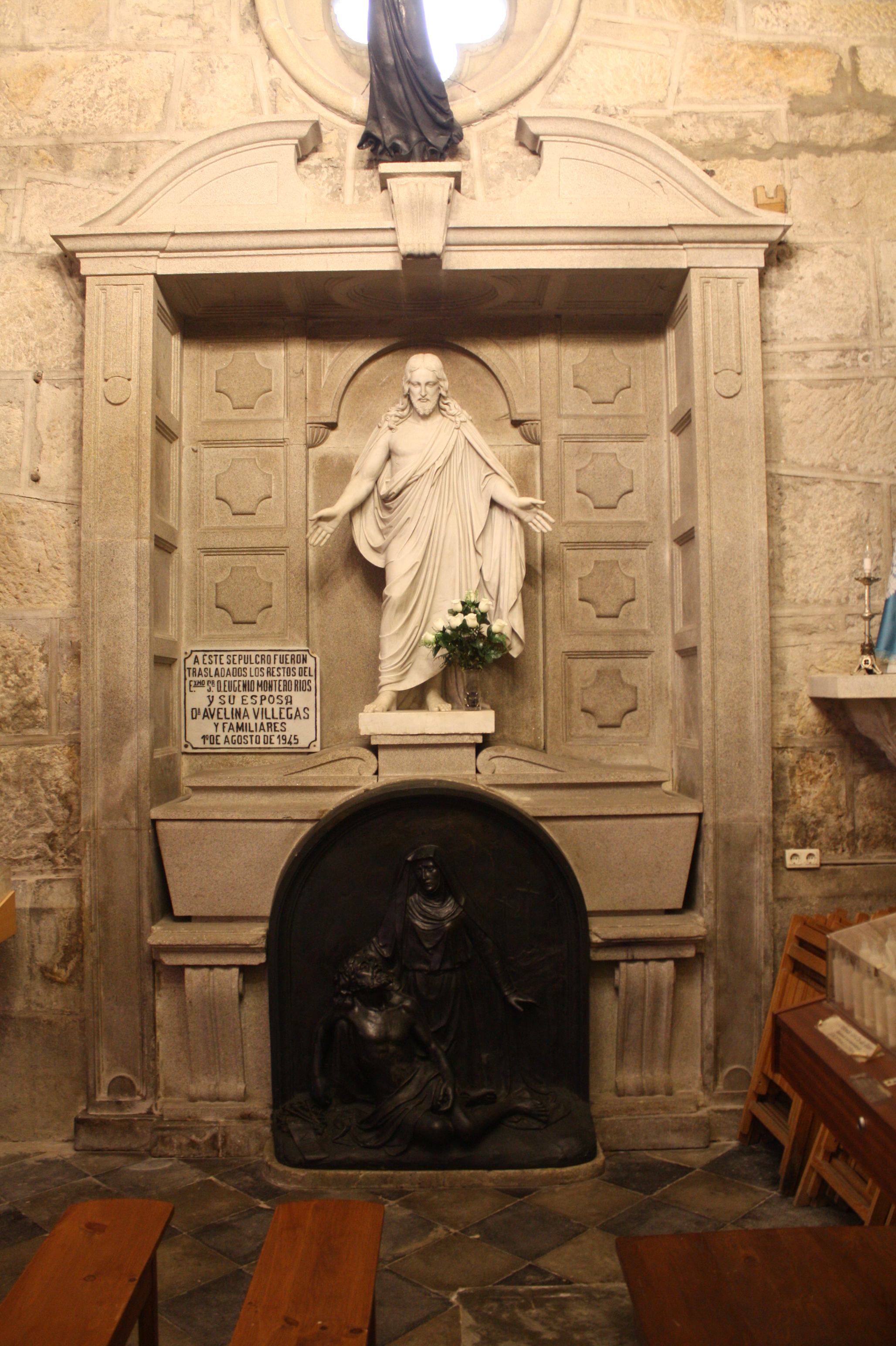
O túmulo de Eugenio Montero Ríos dentro
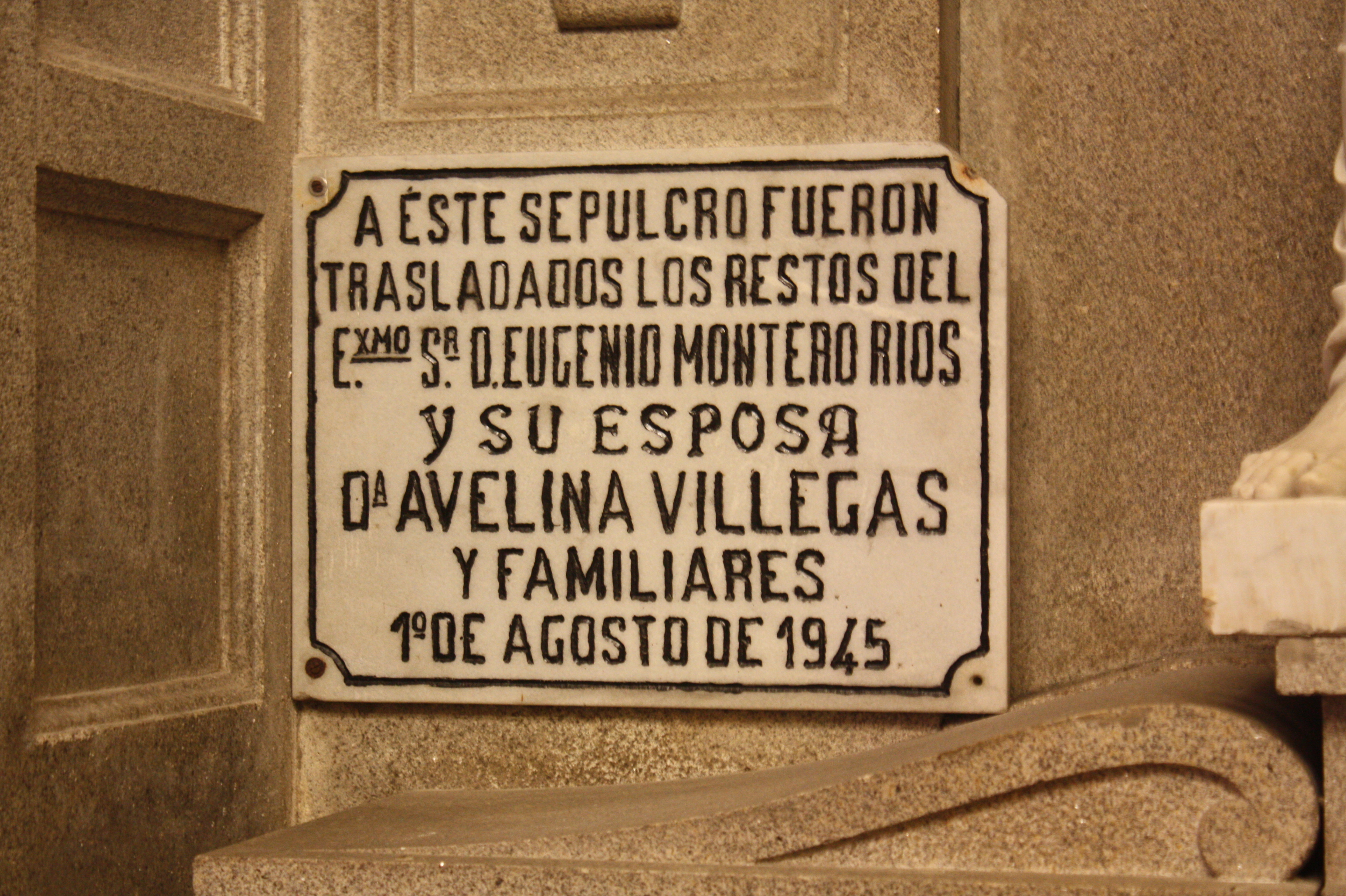
Placa ao lado da tumba